# نوک‌زنی پرها

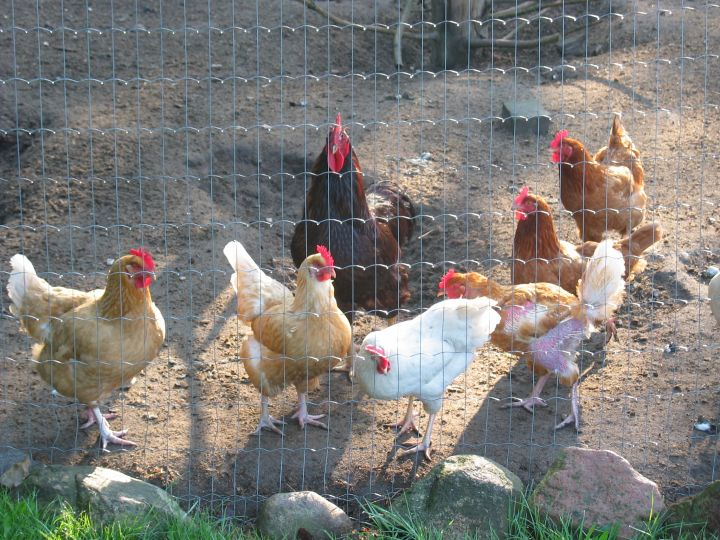
نوک‌زنی پرها در میان مرغ‌های تخم‌گذار. در سمت راست پایین تصویر، مرغ سفید پرهای دم خود را از دست داده‌است و در مرغ قهوه‌ای به ران و بال آن پرکنده شده‌است.

نوک‌زنی پرها یک مشکل رفتاری است که بیشتر در میان مرغ‌های اهلی که برای تولید تخم پرورش می‌یابند اگرچه در سایر ماکیان مانند قرقاول، بوقلمون، اردک، جوجه‌های گوشتی رخ می‌دهد و گاهی در شترمرغ‌های پرورشی دیده می‌شود. نوک‌زنی پرها زمانی اتفاق می‌افتد که پرنده‌ای به‌طور مکرر به پرهای دیگری نوک بزند. سطح شدت ممکن است خفیف و شدید تشخیص داده شود. نوک‌زدن ملایم پرها به عنوان یک رفتار بررسی عادی در نظر گرفته می‌شود که در آن پرهای پرنده درگیر به سختی دچار اختلال می‌شوند و بنابراین مشکلی را نشان نمی‌دهند. با این حال، در نوک‌زدن شدید پرها، پرهای پرنده درگیر گرفته می‌شود، کشیده می‌شود و گاهی برچیده می‌شود. این برای پرنده پرکنده دردناک است و می‌تواند منجر به ضربه به پوست یا خونریزی شود که به نوبه خود می‌تواند منجر به هم‌نوع‌خواری و مرگ شود.
نوک‌زنی پرها یکی از مشکلات عمده‌ای است که صنعت تخم‌مرغ در سیستم‌های غیرقفسی با آن روبرو است و قرار است با قوانین اتحادیه اروپا (دستورالعمل 1999/74/EC شورای 1999/74) منع نگهداری مرغ‌های تخم‌گذار در قفس را به موضوعی بزرگ تبدیل کند. قفس‌های برهنه باتری که در سال ۲۰۱۲ به اجرا درآمدند، و چشم‌انداز ممنوعیت کوتاه‌کردن نوک وجود دارد. کاهش نوک‌زنی پرها بدون توسل به کوتاه‌کردن نوک یک هدف مهم برای صنعت مرغداری است.